# Récital Léo Ferré à l'Alhambra
Albums par Léo Ferré
Les Chansons d'Aragon
(1961) La Langue française
(1962)
Lives par Léo Ferré
Léo Ferré à Bobino
(1958) Flash ! Alhambra - A.B.C.
(1963)
Récital Léo Ferré à l'Alhambra est un album de Léo Ferré enregistré sur scène lors de son passage au music-hall de l'Alhambra en novembre 1961. 
Ces concerts où l'artiste se produit en formule récital, viennent confirmer le vif succès public et critique rencontré cette année-là, lors de ses passages successifs au théâtre du Vieux-Colombier en janvier et déjà à l'Alhambra en mars, conférant enfin à Léo Ferré le statut de grande vedette après quinze ans de carrière.
Le disque original se concentre sur les nouveautés et restitue moins de la moitié du tour de chant. Il est complété en 1963 par quatre titres et en 2020 par treize titres inédits.

## Caractéristiques artistiques

### Autour de l'album
- Référence originale  : Barclay réf. 80 164 - 12 titres
- Réédition vinyl dans la série Barclay en 14 volumes : Vol. 3 Thank you Satan "Léo Ferré chante en public au Théâtre de l'Alhambra (Novembre 1961)" Barclay réf. 90 303 - 12 titres

- L'édition CD de 2003 - référence originale : Universal Music réf. 076 183-2 - dont le titre (indiqué au verso) est Léo Ferré chante à l'Alhambre & à l'A.B.C. comprend 20 pistes, soit 4 titres supplémentaires restés inédits du tour de chant à l'Alhambra, ainsi que 4 titres issus du récital de l'artiste à l'A.B.C. en 1962. Ces 8 titres sont repris du 33 tours 25 cm de 1963 Flash ! Alhambra - A.B.C., dont la présente édition restitue l'intégralité (pistes 13 à 20).

## Titres
- Paroles et musiques sont de Léo Ferré sauf indications contraires.
- Les titres marqués d'un * n'ont jamais été enregistrés en studio par Léo Ferré.
- Les titres marqués d'un £ sont uniquement présents sur l'édition CD 20 titres.
- Les titres Chanson pour elle et Y en a marre ont été également enregistrés en studio par Léo Ferré en 1961, mais ces versions sont restées inédites durant 52 ans ; elles sont diffusées pour la première fois en 2013, lors de la sortie du  coffret L'indigné regroupant l'intégrale des enregistrements studios Barclay de l'artiste (1960 - 1974).

Théâtre de L'Alhambra, novembre 1961 :
| No  | Titre                                | Auteur                     | Durée |
| --- | ------------------------------------ | -------------------------- | ----- |
| 1.  | Ta parole                            |                            | 3:25  |
| 2.  | Nous deux                            | Jean-Roger Caussimon       | 4:10  |
| 3.  | Les Femmes                           |                            | 3:17  |
| 4.  | Cannes-la-Braguette (*)              |                            | 3:57  |
| 5.  | La Gueuse                            |                            | 3:31  |
| 6.  | Les Temps difficiles (1re version)   |                            | 3:53  |
| 7.  | Les Parisiens                        |                            | 2:32  |
| 8.  | Chanson pour elle                    |                            | 2:31  |
| 9.  | Est-ce ainsi que les hommes vivent ? | Louis Aragon               | 5:07  |
| 10. | Chanson mécanisée (£)                |                            | 3:16  |
| 11. | Le Vent (£)                          |                            | 3:25  |
| 12. | Vingt ans                            |                            | 2:42  |
| 13. | Regardez-les (£)                     | Léo Ferré & Francis Claude | 2:33  |
| 14. | Thank you Satan                      |                            | 5:32  |
| 15. | Nous les filles (*£)                 |                            | 3:56  |
| 16. | Y en a marre                         |                            | 4:12  |

Théâtre de l'A.B.C., décembre 1962 :
| No  | Titre                                  | Auteur  | Durée |
| --- | -------------------------------------- | ------- | ----- |
| 17. | T'as payé (*£)                         |         | 2:21  |
| 18. | Les Temps difficiles (2e version) (*£) |         | 3:52  |
| 19. | Mon général (£)                        |         | 4:13  |
| 20. | Stances (*£)                           | Ronsard | 3:50  |

Titres inédits publiés en 2020, à la faveur de la parution du deuxième volet de l'intégrale de Léo Ferré, intitulé L'Âge d'or : intégrale 1960-1967 :
| No  | Titre                     | Auteur               | Durée |
| --- | ------------------------- | -------------------- | ----- |
| 1.  | Vitrines                  |                      | 4:53  |
| 2.  | Comme à Ostende           | Jean-Roger Caussimon | 4:01  |
| 3.  | L'Amour (1961)            |                      | 2:29  |
| 4.  | Les Poètes                |                      | 3:05  |
| 5.  | Blues                     | Louis Aragon         | 3:45  |
| 6.  | Jolie môme                |                      | 2:52  |
| 7.  | La Chambre                | René Baer            | 3:44  |
| 8.  | Les Chéris                |                      | 3:47  |
| 9.  | Brumes et pluies          | Charles Baudelaire   | 1:47  |
| 10. | Le Parvenu                |                      | 3:56  |
| 11. | Je t'aime tant            | Louis Aragon         | 3:07  |
| 12. | Les Cloches de Notre-Dame |                      | 2:25  |
| 13. | La Vie moderne            |                      | 6:45  |

## Musiciens
- Jean-Michel Defaye : piano, arrangements et direction musicale
- Jean Cardon : accordéon
- René 'Mickey' Nicolas : saxophone & clarinette
- Nathan 'Nat' Peck : trombone
- Francis Le Maguer : guitare
- Fred Ermelin : contrebasse
- Gus Wallez : batterie
- choristes non identifiés